# Muroddżon Tujczijew
Muroddżon Tujczijew (ur. 17 kwietnia 1982) – tadżycki zapaśnik w stylu klasycznym. Sześciokrotny uczestnik mistrzostw świata, dziesiąty w 2007. Brązowy medal na igrzyskach azjatyckich w 2010, piąty w 2006 i ósmy w 2014. Osiem razy brał udział w mistrzostwach Azji. Zdobył cztery brązowe medale, w 2007, 2010, 2012 i 2015 roku.